# Aulacephalodon
Aulacephalodon és un gènere de sinàpsids extints de la família dels gèikids que visqueren durant el Permià superior en allò que avui en dia és Sud-àfrica. Era un dicinodont de mida mitjana, amb el crani curt (135–410 mm) i ample. Originalment fou descrit com a subgènere d'Oudenodon. No se sap amb certesa si és un gènere monotípic o politípic, car hi ha dubtes sobre l'afiliació taxonòmica de A. peavoti.